# Ázerbájdžánská kuchyně
Ázerbájdžánská kuchyně je ovlivněna tureckou a částečně i ruskou a arabskou kuchyní.
Ázerbájdžán je odedávna proslulý svou národní kuchyní. Hojnost ovoce, zeleniny, aromatických bylin a koření inspirovala ázerbájdžánské mistry kuchaře, kteří vytvořili velké množství nejrůznějších národních jídel. Ne náhodou je Ázerbájdžán krajem lidí, dožívajících se vysokého stáří. Vědci vysvětlují tento jev v prvé řadě příznivým klimatem, dále způsobem života a v neposlední řadě zdravou a pravidelnou stravou.

## Polévky
Ázerbájdžánské polévky se připravují ze silného masového vývaru, který je hustší než běžné polévky. Nejrůznější široce používaná koření a také zvláštní způsob přípravy jim dodávají svéráznou chuť.

## Hlavní jídla

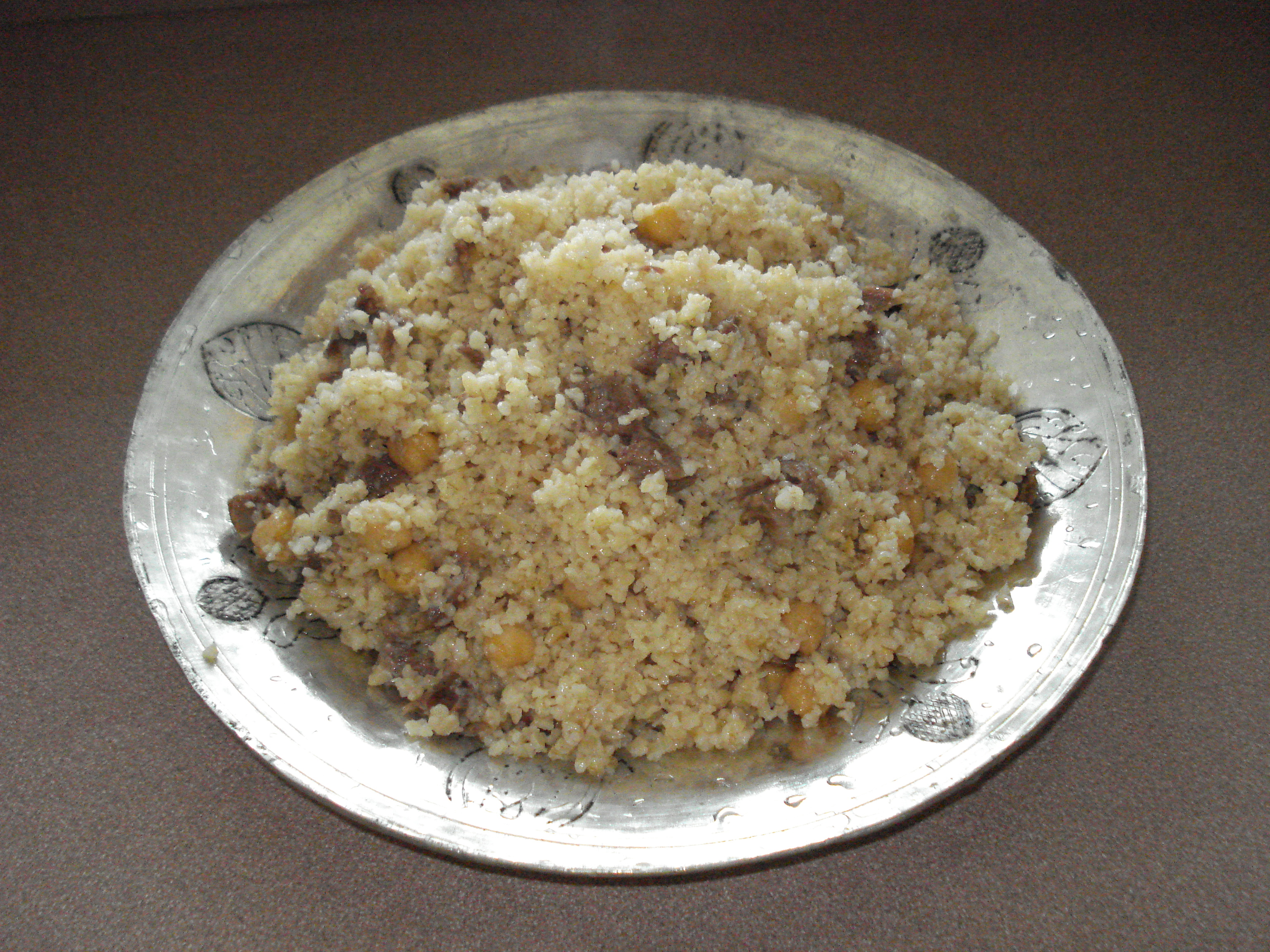
pilav

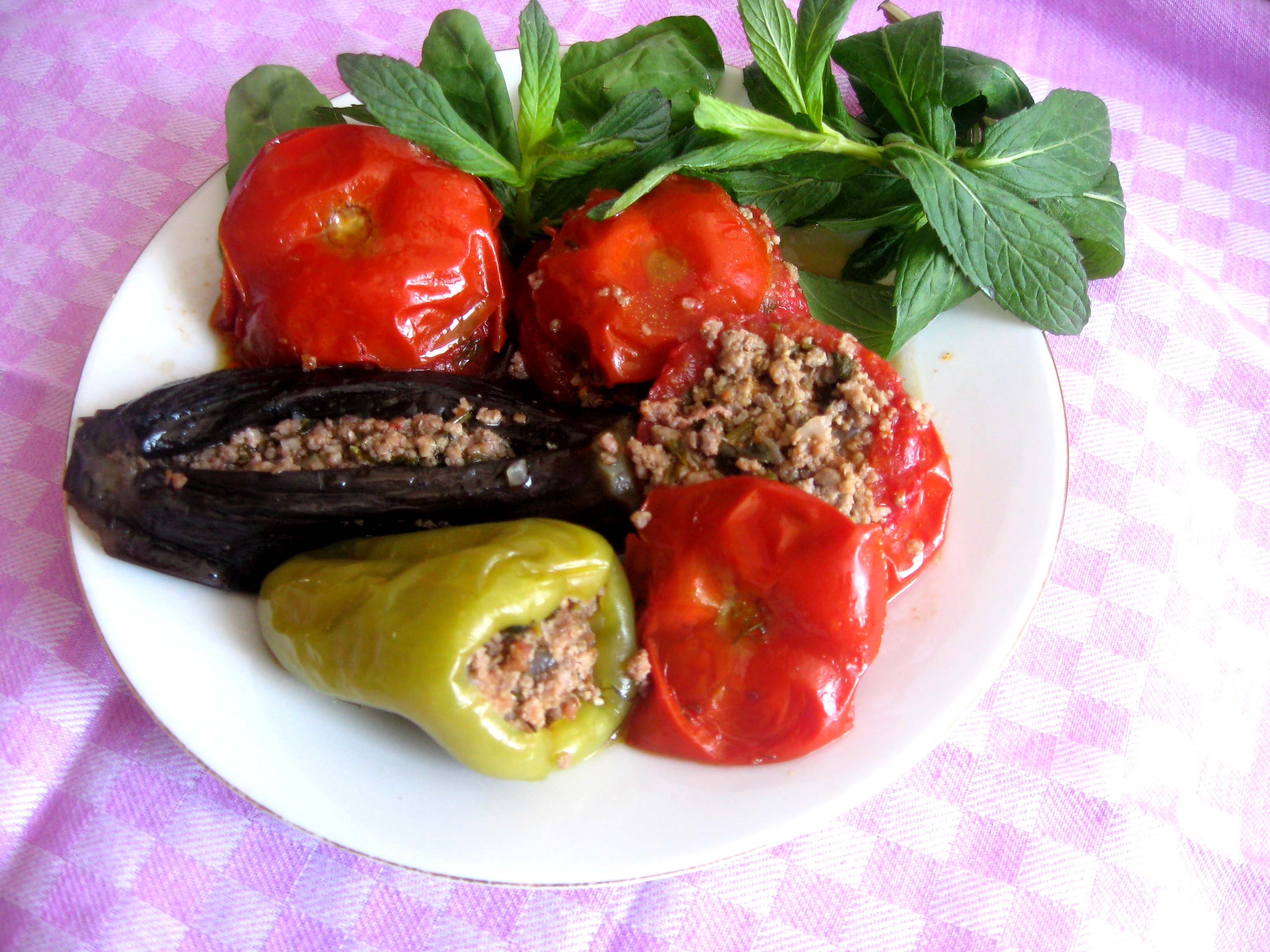
plněné vinné listy a zelenina - dolma

Nejznámějšími pokrmy z ázerbájdžánské kuchyně, které jsou ceněny na celém světě jsou plov (pilaf), šašlik, kebab, dolma. Na banketech a slavnostech se polévky obvykle nepodávají. Na stole musí být zelené natě nejrůznějších bylin (máta, kopr, petržel, koriandr, mladé cibulky), rajče jedlé a okurka, v zimě ve slaném nálevu nebo marinované okurky, zelená rajčata, plněné papriky nebo nakládaný česnek.

### Plov
Plov, také pilaf, je národním jídlem a jedním z nejpopulárnějších pokrmů v Ázerbájdžánu. Připravuje se z rýže s nejrůznějšími masovými, rybími, ovocnými a dalšími obměnami, podle nichž je také plov pojmenován – plov tojug (s kuřecím masem), plov širin (se sladkým sušeným ovocem) atd. Je známo na čtyřicet receptů přípravy tohoto pokrmu.

### Rybí pokrmy
Jelikož Ázerbájdžán leží vedle Kaspického moře mnoho pokrmů se připravuje z ryb. Nejrozšířenější z nich je šašlik z jesetera, kutum po ázerbájdžánsku, nadívané ryby, plov balyg, plov s jeseterem atd. K rybám neodmyslitelně patří studená omáčka z granátových jablek naršarab.

### Dolma
Ceněným a oblíbeným jídlem je dolma. Masovou nebo zeleninovou směsí se plní nejoblíbenější vinné listy, dále zelné listy, lilek-baklažán, papriky, rajčata a v podstatě veškerá zelenina i ovoce, které se dá naplnit.

## Rychlé občerstvení

### Šašlik a Kebab
Šašlik je častým a velmi oblíbeným pokrmem v Ázerbájdžánu. Připravuje se mnoho druhů tohoto masové špízu: šašlik-basturma, šašlik z jesetera, tava-kabáb a nejpopulárnější šašlik – lulja-kabáb, který se připravuje z mletého skopového masa, k němuž se přidává tuk z kurďuku (tuk ze zadní části, zvl. u ocasu některých druhů ovcí). Také je oblíbený döner kebab – dělá se z jehněčího, kuřecího nebo hovězího masa.

### Kutaby
Oblíbeným jídlem jsou kutaby, což jsou tenké placky, které se plní vším možným např. masem, sýrem, bylinkami, zeleninou, ořechy s cukrem apod.

## Dezerty
Tradičními dezerty jsou taštičky šakerbura plněné vlašskými ořechy nebo mandlemi, baklava, což je sladkost z vrstev těsta filo, plněná sekanými ořechy a slazená sirupem nebo medem, a chalva – jakési těsto z ořechů, slunečnicových semínek či sezamu.

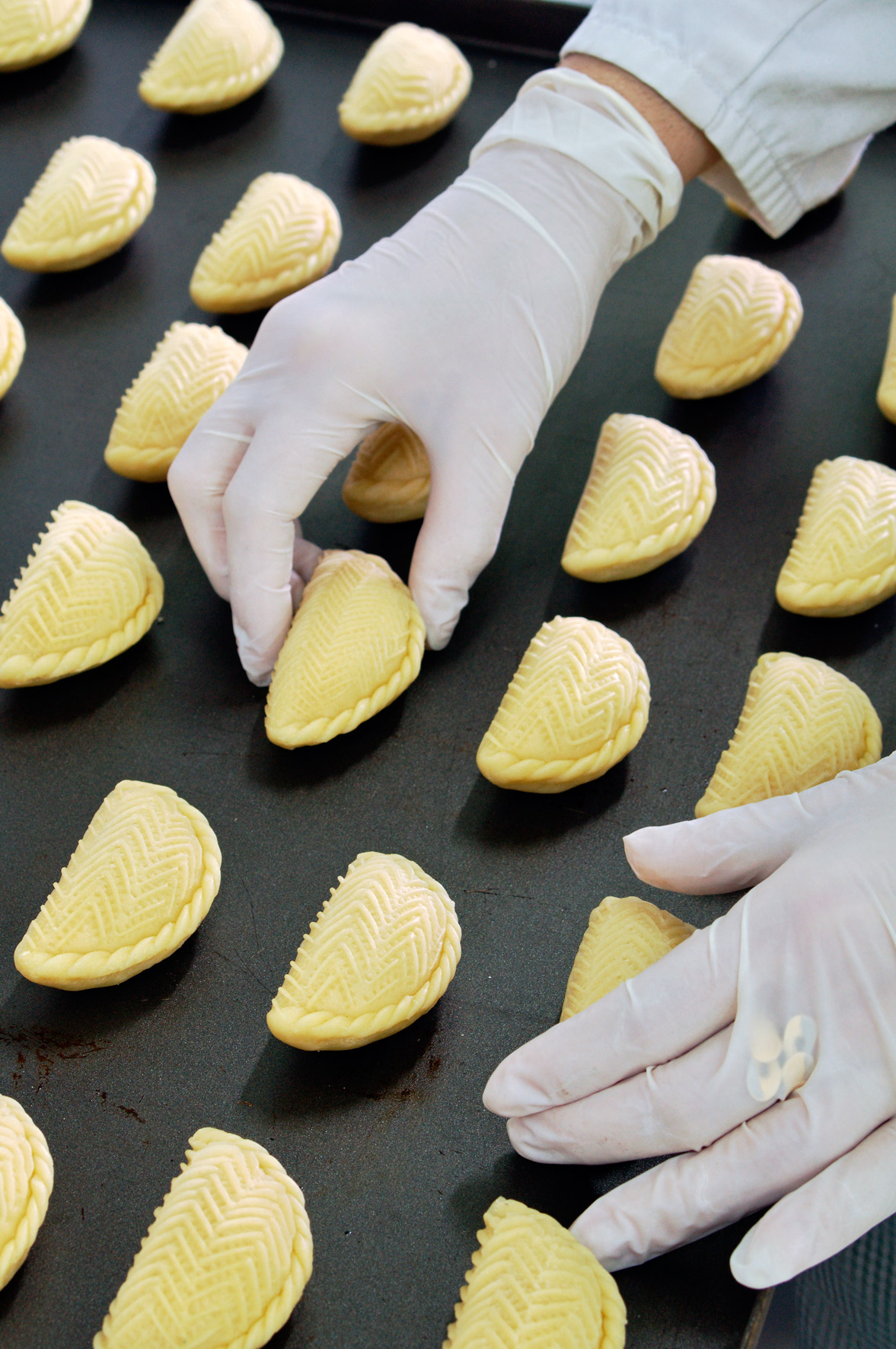
taštičky šakerbura
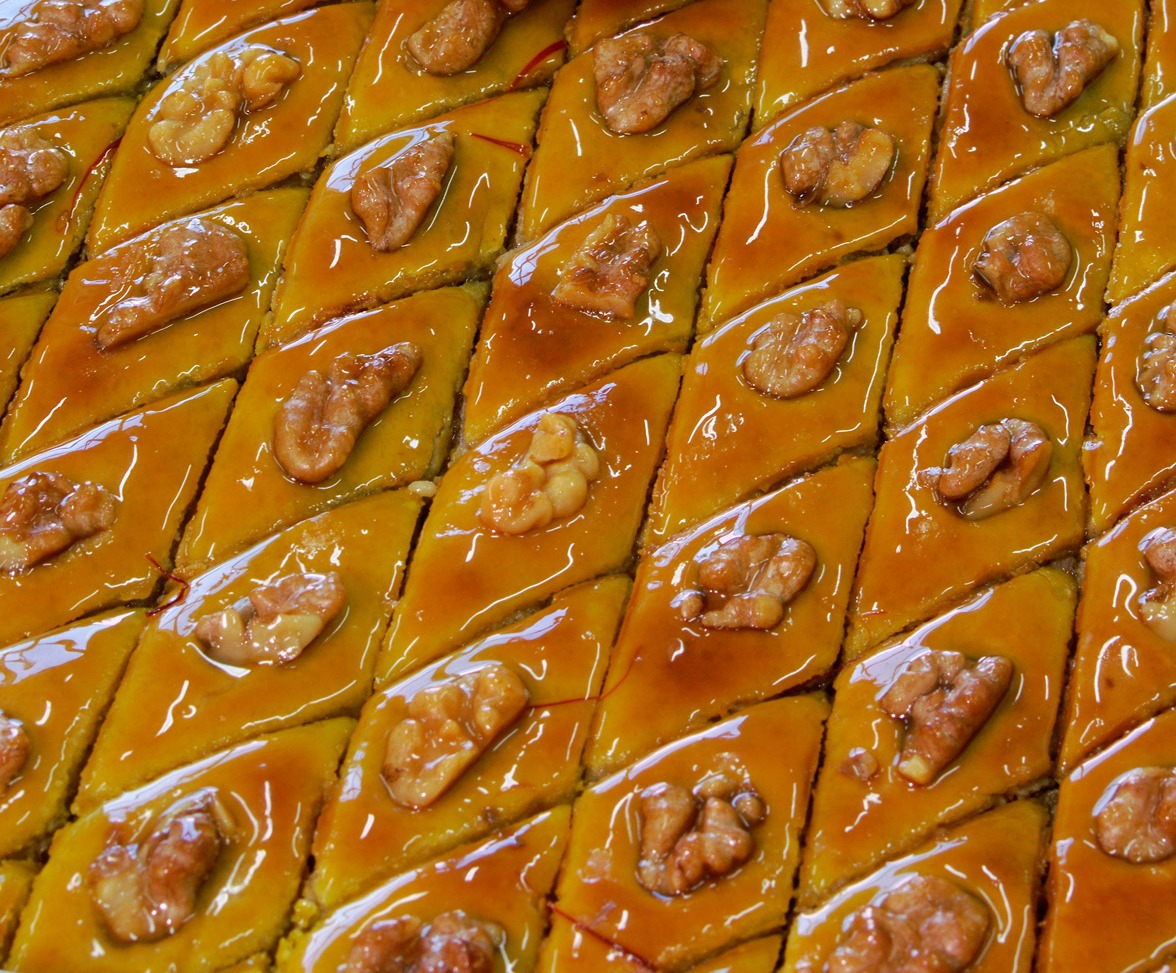
baklava
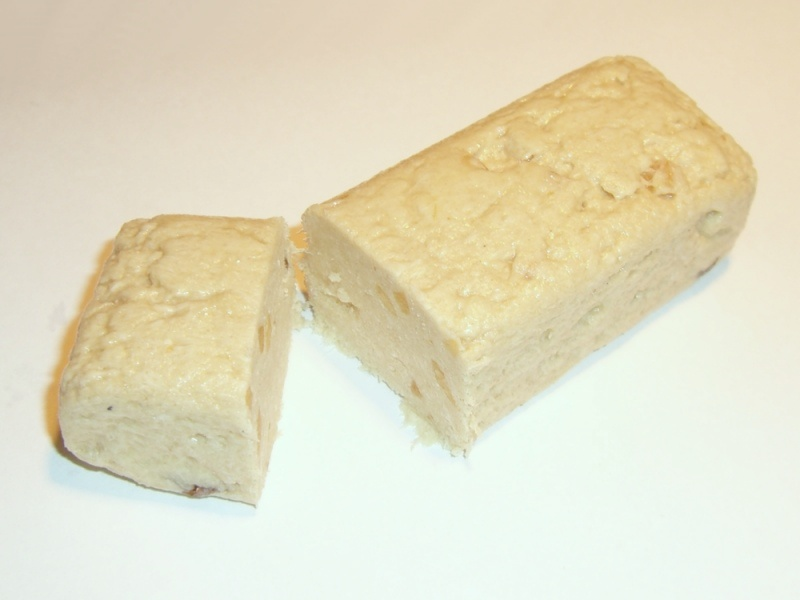
chalva

## Nápoje
Často se po obědě podává ajran, a to proto, že tento nápoj je připravený z bílého jogurtu, vody a někdy i bylin a napomáhá lepšímu trávení jídla. Oběd vždy končí nejoblíbenějším ázerbájdžánským nápojem ovocným šerbetem a nikdy nemůže nakonec chybět aromatický černý čaj nebo čaj z máty. Ten je symbolem vřelé pohostinnosti v Ázerbájdžánu. Vaří se v samovaru. K němu se podává zavařenina z kdoulí, fíků, melounové kůry, meruněk, třešní, višní, malin, jahod, sliv, dřínových bobulí, ostružin, vinných hroznů nebo plátků z růží.